# Kenneth Karlin
Kenneth Karlin er en dansk sangskriver og producer, der er bedst kendt for sit samarbejde med Soulshock i producerduoen Soulshock & Karlin, der i 1992 etablerede sig som producere i Los Angeles, USA. De har bl.a. arbejdet med artister som Whitney Houston, Backstreet Boys, 2Pac, Mary J. Blige, Usher, Craig David og JoJo.